# Lago di Tavianella
Il lago di Tavianella, noto anche col nome di lago delle Cottede, è un piccolo invaso artificiale situato nell'alto Appennino bolognese la cui superficie è spartita tra i comuni di Vernio nella provincia di Prato (circa i due terzi a sud), e di Castiglione dei Pepoli nella città metropolitana di Bologna (a nord).

## Descrizione
Il laghetto ha come unico immissario ed emissario il piccolo rio delle Mesole, un ruscello che confluisce poco più a valle nel torrente Setta e che segna il confine tra le due province e regioni. Il nome deriva dal monte Tavianella (1163 m), una rilievo che si erge sopra il fondovalle del rio delle Mesole; il paesaggio attorno allo specchio d'acqua è assai boscoso, data la presenza di estese abetaie tra cui la Foresta delle Cottede, ubicata poco sopra, nel lato bolognese. Il lago è raggiungibile dall'abitato di Monte Tavianella, frazione del comune di Castiglione dei Pepoli.
Nei pressi del lago è ubicata la stazione meteorologica di Cottede, attiva dal 1938 e gestita dal Servizio Idrometeorologico dell'ARPA Emilia-Romagna, i cui dati termopluviometrici sono forniti anche al Servizio Idrologico Regionale della Toscana.